# ريتشارد إس. ليون
ريتشارد إس. ليون (بالإنجليزية: Richard S. Lyon)‏ هو لاعب كرة قدم أمريكية أمريكي، ولد في 23 أكتوبر 1924 في إليمرا هايتس في الولايات المتحدة، وتوفي في 23 سبتمبر 1976 في تروي في الولايات المتحدة.